# Liste der Monuments historiques in Le Vaudoué
Die Liste der Monuments historiques in Le Vaudoué führt die Monuments historiques in der französischen Gemeinde Le Vaudoué auf.

## Liste der Bauwerke
| Bezeichnung         | Beschreibung | Standort | Kennzeichnung | Schutzstatus | Datum | Bild           |
| ------------------- | ------------ | -------- | ------------- | ------------ | ----- | -------------- |
| Ermitage de Fourche |              | (Lage)   | PA00087307    | Inscrit      | 1926  | weitere Bilder |

## Liste der Objekte
Zum Verständnis siehe: Kirchenausstattung
- Monuments historiques (Objekte) in Le Vaudoué in der Base Palissy des französischen Kultusministeriums